# وننکولم
وننکولم (به لاتین: Vannankulam) یک منطقهٔ مسکونی در سری‌لانکا است که در استان شمالی (سری‌لانکا) واقع شده‌است.